# Senat francès
El Senat (Sénat) de França constitueix la cambra alta del Parlament francès. Té el poder legislatiu juntament amb l'Assemblea Nacional. És, en virtut de l'article 24 de la Constitució de la V República, la cambra de representació de les entitats territorials i dels francesos a l'estranger. És conegut també col·loquialment com Alta Assemblea.
D'ençà de la darrera reforma legislativa, a partir del 2011 el Senat està compost per 348 membres. D'aquests, 326 són elegits als departaments de l'estat francès i representen les col·lectivitats territorials. Els altres 22, són elegits i representen els territoris d'ultramar (10 senadors en total) i els francesos residents a l'estranger (12 senadors). El nombre de senadors elegits a cada departament o territori varia en funció de la població que hi ha en cada una d'aquestes circumscripcions; la llei disposa del nombre atribuït en cada cas. Tots tenen un mandat de 6 anys, però són elegits per meitat cada 3 anys.

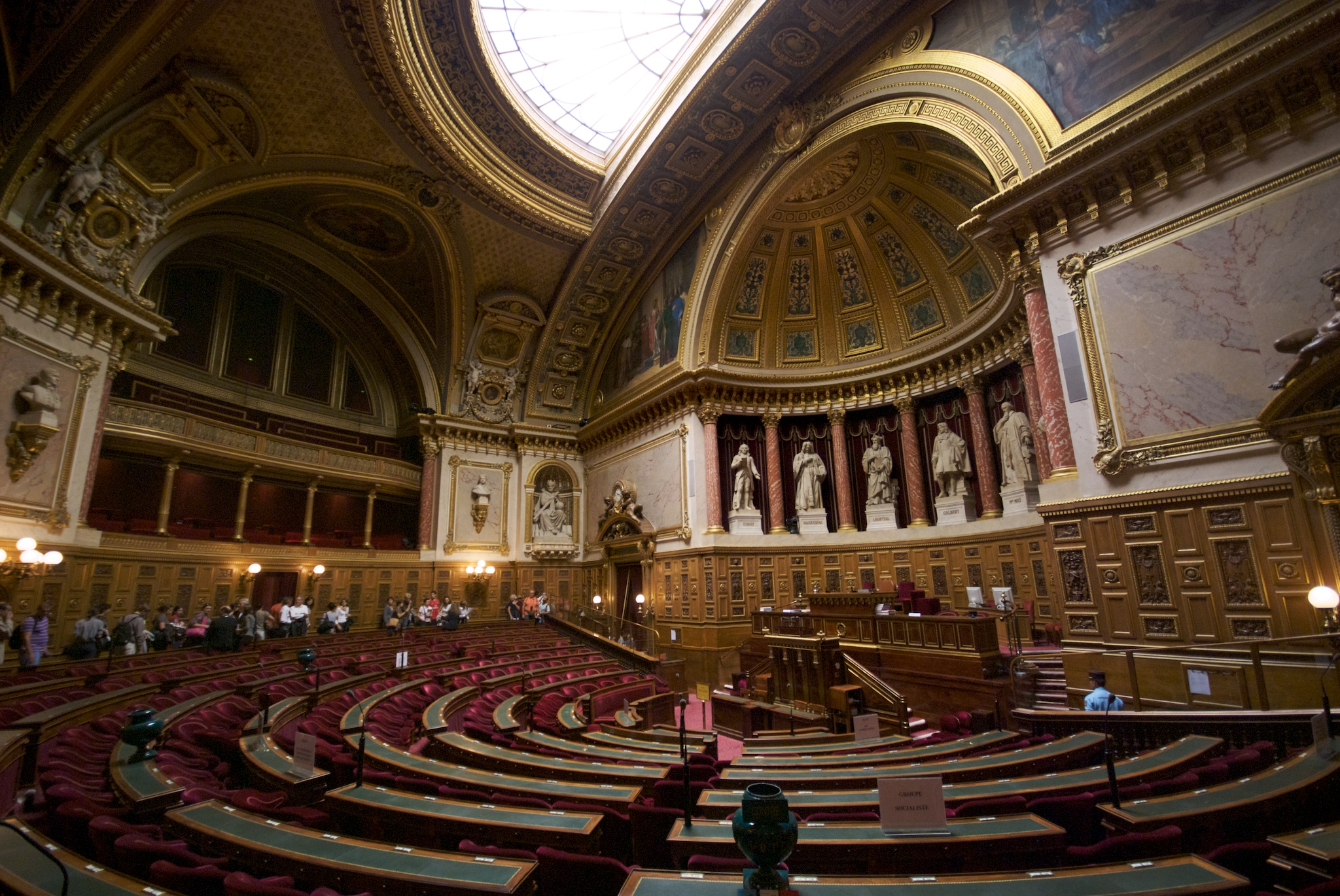
Interior del Senat.

Els senadors representant als departaments són elegits per sufragi indirecte: són elegits no pas directament per la població sinó per un col·legi de grans electors, format per tots els càrrecs electes de la circumscripció (diputats, senadors, consellers regionals, consellers departamentals, i consellers municipals –o delegats d'aquests–). En els departaments on s'elegeixen només 2 senadors o menys, el mètode d'elecció és l'escrutini majoritari a dues voltes (si cal); i en els departaments on s'elegeixen 3 o més senadors, el mètode és la representació proporcional. Pel que fa als senadors representant els territoris d'ultramar i els francesos residents a l'estranger, s'apliquen mètodes lleugerament particulars per a cada cas.
La seu del Senat és al Palau de Luxemburg, al 6è arrondissement de París i està vigilat per la Guàrdia Republicana. Davant de l'edifici hi ha el jardí del Senat, el Jardí de Luxemburg, que està obert al públic.
Aquesta cambra tradicionalment ha estat controlada per forces conservadores, durant la V República (l'actual), des del 1959 fins al 2011 així ha estat fins que a les eleccions senatorials del 25 de setembre de 2011 l'esquerra s'emportà la majoria absoluta.
| XVIII Període de la V República Francesa | |                         |             |        |
|                                          | Partits polítics | Líder                   | Percentatge | Escons |
|                                          | Els Republicans (LR) - Els Republicans Les Républicains - Partit Demòcrata-Cristià (França) Parti chrétien-démocrate - Centre Nacional d'Independents i Camperols Centre national des indépendants et paysans - altres grups de dreta menors Divers droite                               | Jean-Claude Gaudin      | 37,93%      | 132    |
|                                          | Socialista (SOC) - Partit Socialista Parti socialiste - Walwari - UPLD-Tavini Huiraatira - Moviment Popular Franciscà Mouvement populaire franciscain - altres grups de centreesquerra menors Divers gauche                                                                              | François Rebsamen       | 37,36%      | 130    |
|                                          | Unió Centrista i Republicana (UCR) - Nou Centre Nouveau Centre - Partit Radical Parti radical valoisien - Aliança centrista Alliance centriste - Moviment Demòcrata Mouvement démocrate - L'Esquerra moderna La Gauche moderne - altres grups de dreta menors Divers droite              | François Zocchetto      | 8,91%       | 31     |
|                                          | Comunista, republicà i ciutadà (CRC) - Partit Comunista Francès Parti communiste français - Partit Comunista de la Reunió Parti communiste réunionnais - Moviment Unitari Progressista Mouvement unitaire progressiste                                                                   | Nicole Borvo Cohen-Seat | 6,03%       | 21     |
|                                          | Reagrupament Democràtic i Social Europeu (RDSE) - Partit Radical d'Esquerra Parti radical de gauche - Moviment Republicà i Ciutadà Mouvement républicain et citoyen - senadors d'altres partits de diferents tendències polítiques - altres grups de centreesquerra menors Divers gauche | Jacques Mézard          | 4,88%       | 17     |
|                                          | Ecologista (ÉCOLO) - Europa Ecologia Els Verds Europe Écologie Les Verts - Unió Democràtica de Bretanya Union démocratique bretonne/Unvaniezh demokratel Breizh | Jean-Vincent Placé      | 2,87%       | 10     |
|                                          | No inscrits (NI) |                         | 2,01%       | 7      |
|                                          | Vacants |                         | 0,00%       | 0      |